# Ramón Tapia
Ramón Tapia Zapata (ur. 17 marca 1932 w Antofagaście, zm. 12 kwietnia 1984) – były chilijski bokser kategorii średniej, srebrny medalista letnich igrzysk olimpijskich w Melbourne.